# Eva Grünbauer
Eva Grünbauer (* 20. Februar 1968 in Memmingen) ist eine deutsche Fernsehmoderatorin.

## Leben und Wirken
Eva Grünbauer arbeitet für den Fernsehsender Sat.1. Sie moderiert unter anderem im Wechsel mit ihren Kollegen Ralf Exel und Florian Wolske die regionale Nachrichtensendung 17:30 live für Bayern, die seit 1992 von Montag bis Freitag um 17:30 Uhr ausgestrahlt wird. Innerhalb dieses Fensters präsentiert sie seit 2005 alljährlich während des Münchner Oktoberfests die Sendung Evas Wiesnwelt, die auch von dem digitalen Pay-TV-Sender Sat.1 Comedy ausgestrahlt wird.
1997 begann ihre Fernsehkarriere beim Lokalsender TV München. 1999 wechselte sie nach Köln zu VOX. Für VOX moderierte sie das Service-Magazin „Clever“. Anschließend moderierte sie als Nachfolgerin von Gundis Zámbó zwei Jahre lang Die Vorher-Nachher-Show auf 9Live.
2007 moderierte sie zusammen mit Matthias Opdenhövel und Charlotte Engelhardt Das große ProSieben-Ochsenrennen. 2009 war sie Gastgeberin in einer Ausgabe der VOX-Sendung Das perfekte Promi-Dinner.
Sie ist mit Richard George verheiratet. Grünbauer ist Mutter zweier Töchter, welche im Januar 2007 und im Oktober 2012 zur Welt kamen.